# Craugastor coffeus
Espèce
Synonymes
- Eleutherodactylus coffeus McCranie & Köhler, 1999

Statut de conservation UICN

 CR B1ab(iii)+2ab(iii) : 
En danger critique
Craugastor coffeus est une espèce d'amphibiens de la famille des Craugastoridae.

## Répartition
Cette espèce est endémique du Honduras. Elle se rencontre de 674 à 1 000 m d'altitude dans le département de Copán et dans la Sierra de Omoa dans le département de Cortés.

## Publication originale
- McCranie & Köhler, 1999 : A new species of rainfrog of the Eleutherodactylus gollmeri group from western Honduras (Amphibia, Anura, Leptodactylidae). Senckenbergiana Biologica, vol. 79, no 1, p. 83-87.